# Estación de Tenosique
Tenosique es una estación de trenes cerca de Tenosique de Pino Suárez. La estación conecta a Tabasco con Chiapas.

## Tren Maya
Andrés Manuel López Obrador anunció en su campaña presidencial del 2018 el proyecto del Tren Maya. El 13 de agosto de 2018 anunció el trazo completo. El recorrido de la nueva ruta del Tren Maya puso a la Estación Tenosique en la ruta que conectaría con Palenque, Chiapas y Campeche
Tenosique es la tercera estación en la ruta del Tren Maya y la primera en el estado de Tabasco. Se ubica cerca del puente que cruza el río Usumacinta.
La estación es de un solo nivel. A lo largo de la estación se ubican los locales de servicio, técnicos y comerciales, vestíbulo de acceso peatonal y vehicular, además de estacionamientos.